# Kupusolike
Kupusolike (lat. Brassicales; sin. Capparales), bijni red iz razreda dvosupnica ili Magnoliopsida koji svoj naziv nosi po najvažnijem predstavnku kupusu (Brassica) i porodici kupusovki ili krstašica, biljci veoma značajnoj u ljudskoj prehrani.
Redu pripadaju porodice:

## Opis
Brassicales su red cvjetnica koji uključuje kupusnjače i kapare, kao i katančevke, gorušicu i dragoljubovke. Brassicales uključuje 17 porodica, 398 rodova i 4450 vrsta. Postoji pet porodica: Brassicaceae, Capparaceae i Cleomaceae; Akaniaceae i Tropaeolaceae; Caricaceae i Moringaceae; Bataceae, Salvadoraceae i Koeberliniaceae; i Resedaceae, Gyrostemonaceae, Tovariaceae i Pentadiplandraceae. Nejasno postavljene su Limnanthaceae, Setchellanthaceae i Emblingiaceae.
Poredak je vrlo jasan anatomski, ultrastrukturno i kemijski, kao i lako prepoznatljiv u molekularnim usporedbama. Doista, miris i okus biljaka u Brassicales rezultat su prisutnosti glukozinolata — spojeva koji sadrže sumpor koji su također poznati kao ulja gorušice. Ovi spojevi se nalaze u gotovo svakom članu reda i mogu odvratiti razaranje svega, od bakterija do sisavaca. Međutim, ti isti spojevi mogu privući druge vrste. Leptire iz roda Pieris i srodnike (kupusni bijelac i Anthocharis cardamines) privlače posebno pripadnici kupusnjača (Brassicaceae) koji mogu biti vrlo ozbiljni štetnici kultiviranih kupusnjača. Doista, Brassicaceae često napadaju Dermestidae) i drugi štetnici, dok su srodne Resedaceae, na primjer, uglavnom bez štetnika. Poznato je da samo jedna porodsica izvan reda Brassicales, Putranjivaceae iz reda Malpighiales, ima glukozinolate. Jedna porodica u Brassicales, Koeberliniaceae, nema glukozinolate, iako je drugi dokazi čvrsto svrstavaju u taj red.
Većina članova vrste Brassicales ima grozdaste cvatove, a listovi imaju male stipule. Cvjetovi često nemaju pravilan raspored n sepala, n petala, 2n prašnika i n karpela koji je tako uobičajen kod drugih Rosida. Kod mnogih kupusnjača, nektarij se nalazi između latica i prašnika, a uobičajeni položaj je između prašnika i plodnice. Česti su i zeleni embriji.
Za većinu članova vrste Brassicales odavno se smatra da su srodni, iako su neki botaničari još uvijek skloni svrstavanju Akaniaceae u Sapindaceae, budući da su njih dvije površno (iako ne i kemijski) slične. Limnanthaceae se ponekad povezuje sa skupinom Asterida I, a Gyrostemonaceae se stavlja uz Caryophyllales. Porodice kao što su Brassicaceae koje imaju jajne stanice koje se nalaze na stijenkama jajnika često se povezuju s Papaveraceae (red Ranunculales) i drugim obiteljima sa sličnim jajnicima; međutim, odnos nije nimalo blizak.

## Porodice i rodovi
1. Familia Tropaeolaceae Juss. ex DC. (94 spp.)
  1. Tropaeolum L. (94 spp.)
2. Familia Akaniaceae Stapf (2 spp.)
  1. Akania Hook. fil. (1 sp.)
  2. Bretschneidera Hemsl. (1 sp.)
3. Familia Moringaceae R. Br. ex Dumort. (13 spp.)
  1. Moringa Adans. (13 spp.)
4. Familia Caricaceae Dumort. (43 spp.)
  1. Jacaratia A. DC. (7 spp.)
  2. Cylicomorpha Urb. (2 spp.)
  3. Carica L. (4 spp.)
  4. Vasconcellea A. St.-Hil. (26 spp.)
  5. Jarilla Rusby (4 spp.)
5. Familia Setchellanthaceae Iltis (1 sp.)
  1. Setchellanthus Brandegee (1 sp.)
6. Familia Limnanthaceae R. Br. (9 spp.)
  1. Floerkea Willd. (1 sp.)
  2. Limnanthes R. Br. (8 spp.)
7. Familia Koeberliniaceae Engl. (2 spp.)
  1. Koeberlinia Zucc. (2 spp.)
8. Familia Tiganophytaceae Swanepoel, F.Forest & A.E.van Wyk (1 sp.)
  1. Tiganophyton Swanepoel, F.Forest & A.E.van Wyk (1 sp.)
9. Familia Bataceae Mart. ex Perleb (2 spp.)
  1. Batis R. Br. (2 spp.)
10. Familia Salvadoraceae Lindl. (9 spp.)
  1. Salvadora L. (5 spp.)
  2. Dobera Juss. (2 spp.)
  3. Azima Lam. (2 spp.)
11. Familia Emblingiaceae J.Agardh (1 sp.)
  1. Emblingia F.Muell. (1 sp.)
12. Familia Brassicaceae Burnett (4095 spp.)
  1. Subfamilia Brassicoideae Prantl (4095 spp.)
    1. Supertribus Arabodae D.A.German et al., supertrib. nov.
      1. Tribus Arabideae DC.
      2. Baimashania Al-Shehbaz (2 spp.)
      3. Sinoarabis R. Karl, D. A. German, M. Koch & Al-Shehbaz (1 sp.)
      4. Pseudodraba Al-Shehbaz, D. A. German & M. Koch (1 sp.)
      5. Parryodes Jafri (1 sp.)
      6. Botschantzevia Nabiev (1 sp.)
      7. Arcyosperma O. E. Schulz (1 sp.)
      8. Borodiniopsis D. A. German, M. Koch, R. Karl & Al-Shehbaz (1 sp.)
      9. Scapiarabis M. Koch, R. Karl, D. A. German & Al-Shehbaz (4 spp.)
      10. Aubrieta Adans. (20 spp.)
      11. Arabis L. (97 spp.)
      12. Hurkaea Al-Shehbaz, M. Koch, R. Karl & D. A. German (2 spp.)
      13. Pachyneurum Bunge (1 sp.)
      14. Dendroarabis (C. A. Mey. & Bunge) D. A. German & Al-Shehbaz (1 sp.)
      15. Schivereckia Andrz. ex DC. (2 spp.)
      16. Drabella (DC.) Fourr. (1 sp.)
      17. Draba L. (409 spp.)
      18. Petrocallis W. T. Aiton (1 sp.)
      19. Athysanus Greene (2 spp.)
      20. Tomostima Raf. (6 spp.)
      21. Abdra Greene (2 spp.)

    2. Tribus Alysseae DC.
      1. Alyssum L. (120 spp.)
      2. Odontarrhena C. A. Mey. (90 spp.)
      3. Cuprella Salmerón-Sánchez, Mota & Fuertes (2 spp.)
      4. Clypeola L. (8 spp.)
      5. Berteroa DC. (6 spp.)
      6. Aurinia (L.) Desv. (6 spp.)
      7. Lepidotrichum Velen. & Bornm. (1 sp.)
      8. Galitzkya V. V. Botschantz. (3 spp.)
      9. Phyllolepidum Trinajstic (2 spp.)
      10. Bornmuellera Hausskn. (9 spp.)
      11. Acuston Raf. (2 spp.)
      12. Fibigia Medik. (15 spp.)
      13. Resetnikia Spaniel, Al-Shehbaz, D. A. German & Marhold (1 sp.)
      14. Degenia Hayek (1 sp.)
      15. Straussiella Hausskn. (1 sp.)
      16. Clastopus Bunge ex Boiss. (2 spp.)
      17. Physoptychis Boiss. (3 spp.)
      18. Alyssoides Hill (3 spp.)
      19. Hormathophylla Cullen & T. R. Dudley (11 spp.)

    3. Tribus Asperuginoideae Al-Shehbaz et al., trib. nov. 
      1. Asperuginoides Rauschert (1 sp.)

    4. Tribus Stevenieae Al-Shehbaz et al.
      1. Pseudoturritis Al-Shehbaz (1 sp.)
      2. Macropodium W. T. Aiton (2 spp.)
      3. Stevenia Adams & Fisch. (7 spp.)

  2. Supertribus Brassicodae V.E. Avet.
    1. Tribus Aphragmeae German & Al-Shehbaz
      1. Aphragmus Andrz. ex DC. (11 spp.)

    2. Tribus Brassiceae DC.
      1. Subtribus Vellinae
        1. Rytidocarpus Coss. (1 sp.)
        2. Carrichtera DC. (1 sp.)
        3. Vella L. (8 spp.)
        4. Succowia Medik. (1 sp.)
        5. Quezeliantha H. Scholz (1 sp.)
        6. Psychine Desf. (1 sp.)

      2. Subtribus Zillinae
        1. Schouwia DC. (1 sp.)
        2. Foleyola Maire (1 sp.)
        3. Zilla Forssk. (1 sp.)
        4. Physorhynchus Hook. (2 spp.)
        5. Fortuynia Shuttlew. ex Boiss. (2 spp.)

      3. Subtribus Henophyton clade
        1. Pseuderucaria (Boiss.) O. E. Schulz (2 spp.)
        2. Henophyton Coss. & Durieu (2 spp.)
        3. Ammosperma Hook. fil. (2 spp.)

      4. Subtribus Crambe clade
        1. Crambe L. (35 spp.)
        2. Crambella Maire (1 sp.)
        3. Muricaria Desv. (1 sp.)

      5. Subtribus Cakilinae
        1. Didesmus Desv. (2 spp.)
        2. Cakile Mill. (8 spp.)
        3. Eremophyton Bég. (1 sp.)
        4. Erucaria Gaertn. (8 spp.)

      6. Subtribus Nigra clade
        1. Coincya Porta & Rigo ex Rouy (8 spp.)
        2. Guiraoa Coss. (1 sp.)
        3. Sinapis L. (2 spp.)
        4. Rhamphospermum Andrz. ex Besser (4 spp.)
        5. Kremeriella Maire (1 sp.)
        6. Otocarpus Durieu (1 sp.)
        7. Erucastrum (DC.) J. Presl (25 spp.)
        8. Hirschfeldia Moench (1 sp.)
        9. Cordylocarpus Desf. (1 sp.)
        10. Ceratocnemum Coss. & Balansa (3 spp.)
        11. Sinapidendron Lowe (5 spp.)
        12. Rapistrum Crantz (2 spp.)
        13. Raffenaldia Godr. (2 spp.)
        14. Hemicrambe Webb (3 spp.)

      7. Subtribus Savignyinae
        1. Savignya DC. (1 sp.)
        2. Fezia Pit. ex Batt. (1 sp.)

      8. Subtribus Brassicinae
        1. Guenthera Andrz. ex Besser (10 spp.)
        2. Moricandia DC. (8 spp.)
        3. Douepia Cambess. (2 spp.)
        4. Diplotaxis DC. (35 spp.)
        5. Eruca Hill (2 spp.)
        6. Brassica L. (31 spp.)
        7. Nasturtiopsis Boiss. (3 spp.)
        8. Enarthrocarpus Labill. (5 spp.)
        9. Morisia J. Gay (1 sp.)
        10. Zahora Lemmel & M. Koch (1 sp.)
        11. Raphanus L. (4 spp.)
        12. Quidproquo Greuter & Burdet (1 sp.)

    3. Tribus Bivonaeeae M. Koch & Warwick
      1. Bivonaea DC. (1 sp.)

    4. Tribus Calepineae Horan.
      1. Leiocarpaea (C. A. Mey.) D. A. German & Al-Shehbaz (1 sp.)
      2. Goldbachia DC. (5 spp.)
      3. Calepina Adans. (1 sp.)

    5. Tribus Coluteocarpeae V. I. Dorof.
      1. Neurotropis (DC.) F. K. Mey. (2 spp.)
      2. Microthlaspi F. K. Mey. (4 spp.)
      3. Ihshanalshebazia T. Ali & Thines (1 sp.)
      4. Noccaea Moench (125 spp.)
      5. Friedrichkarlmeyeria T. Ali & Thines (1 sp.)

    6. Tribus Conringieae German & Al-Shehbaz
      1. Conringia Heist. ex Fabr. (5 spp.)
      2. Iljinskaea Al-Shehbaz, Özüdogru & D. A. German (1 sp.)
      3. Zuvanda (F. Dvorák) Askerova (3 spp.)

    7. Tribus Eutremeae Al-Shehbaz
      1. Eutrema R. Br. (45 spp.)

    8. Tribus Fourraeeae Al-Shehbaz, M. Koch, R. Karl & D. A. German
      1. Fourraea Greuter & Burdet (1 sp.)

    9. Tribus Isatideae DC.
      1. Myagrum L. (1 sp.)
      2. Isatis L. (94 spp.)
      3. Horwoodia Turrill (1 sp.)
      4. Chartoloma Bunge (1 sp.)
      5. Glastaria Boiss. (1 sp.)
      6. Schimpera Hochst. & Steud. (1 sp.)

    10. Tribus Kernereae Warwick et al.
      1. Kernera Medik. (2 spp.)
      2. Rhizobotrya Tausch (1 sp.)

    11. Tribus Plagiolobeae Khosravi & Eslami-Farouji
    12. Plagioloba Rchb. (3 spp.)
    13. Tribus Schrenkielleae Al-Shehbaz et al., trib. nov.
      1. Schrenkiella D. A. German & Al-Shehbaz (1 sp.)

    14. Tribus Sisymbrieae DC.
      1. Sisymbrium L. (42 spp.)

    15. Tribus Thelypodieae Prantl
      1. Sarcodraba Gilg & Muschl. (4 spp.)
      2. Thelypodiopsis Rydb. (9 spp.)
      3. Stanleya Nutt. (7 spp.)
      4. Dictyophragmus O. E. Schulz (3 spp.)
      5. Pringlea T. Anderson ex Hook. fil. (1 sp.)
      6. Phlebolobium O. E. Schulz (1 sp.)
      7. Mostacillastrum O. E. Schulz (29 spp.)
      8. Chilocardamum O. E. Schulz (4 spp.)
      9. Sibara Greene (13 spp.)
      10. Neuontobotrys O. E. Schulz (16 spp.)
      11. Polypsecadium O. E. Schulz (15 spp.)
      12. Thelypodium Endl. (16 spp.)
      13. Dryopetalon A. Gray (10 spp.)
      14. Hesperidanthus (B. L. Rob.) Rydb. (5 spp.)
      15. Thysanocarpus Hook. (5 spp.)
      16. Chlorocrambe Rydb. (1 sp.)
      17. Streptanthus Nutt. (57 spp.)
      18. Warea Nutt. (4 spp.)
      19. Romanschulzia O. E. Schulz (14 spp.)
      20. Chaunanthus O. E. Schulz (5 spp.)
      21. Englerocharis Muschl. (6 spp.)
      22. Stenodraba O. E. Schulz (6 spp.)
      23. Weberbauera Gilg & Muschl. (19 spp.)
      24. Zuloagocardamum Salariato & Al-Shehbaz (1 sp.)
      25. Hollermayera O. E. Schulz (1 sp.)
      26. Raphanorhyncha Rollins (1 sp.)
      27. Lexarzanthe Diego & Calderón (1 sp.)
      28. Ivania O. E. Schulz (2 spp.)
      29. Phravenia Al-Shehbaz & Warwick (1 sp.)
      30. Streptanthella Rydb. (1 sp.)
      31. Terraria T. J. Hildebr. & Al-Shehbaz (1 sp.)
      32. Parodiodoxa O. E. Schulz (1 sp.)

    16. Tribus Thlaspideae DC.
      1. Peltaria Jacq. (3 spp.)
      2. Mummenhoffia Esmailbegi & Al-Shehbaz (2 spp.)
      3. Thlaspi L. (5 spp.)
      4. Graellsia Boiss. (10 spp.)
      5. Pachyphragma (DC.) Rchb. (1 sp.)
      6. Pseudovesicaria (Boiss.) Rupr. (1 sp.)
      7. Parlatoria Boiss. (2 spp.)
      8. Lysakia Esmailbegi & Al-Shehbaz (1 sp.)
      9. Sobolewskia M. Bieb. (4 spp.)
      10. Alliaria Heist. ex Fabr. (2 spp.)
      11. Pseudocamelina (Boiss.) N. Busch (8 spp.)
      12. Didymophysa Boiss. (3 spp.)
      13. Peltariopsis (Boiss.) N. Busch (2 spp.)

  3. Supertribus Camelinodae D.A.German et al., supertrib. nov.
    1. Tribus Alyssopsideae Warwick et al.
      1. Dielsiocharis O. E. Schulz (2 spp.)
      2. Olimarabidopsis Al-Shehbaz et al. (3 spp.)
      3. Calymmatium O. E. Schulz (2 spp.)
      4. Alyssopsis Boiss. (2 spp.)

    2. Tribus Arabidopsideae Al-Shehbaz et al., trib. nov. 
      1. Arabidopsis (DC.) Heynh. (18 spp.)

    3. Tribus Boechereae Al-Shehbaz
      1. Sandbergia Greene (2 spp.)
      2. Boechera Á. Löve & D. Löve (112 spp.)
      3. Phoenicaulis Nutt. ex Torr. & A. Gray (1 sp.)
      4. Polyctenium Greene (1 sp.)
      5. Cusickiella Rollins (2 spp.)
      6. Anelsonia J. F. Macbr. & Payson (1 sp.)
      7. Yosemitea P. J. Alexander & Windham (1 sp.)
      8. Nevada N. H. Holmgren (1 sp.)
      9. Borodinia N. Busch (9 spp.)

    4. Tribus Camelineae DC.
      1. Neslia Desv. (2 spp.)
      2. Camelina Crantz (10 spp.)
      3. Pseudoarabidopsis Al-Shehbaz, O’Kane & R. A. Price (1 sp.)
      4. Catolobus (C. A. Mey.) Al-Shehbaz (2 spp.)
      5. Capsella Medik. (4 spp.)
      6. Chrysochamela (Fenzl) Boiss. (3 spp.)

    5. Tribus Cardamineae Dumort.
      1. Aplanodes Marais (2 spp.)
      2. Iodanthus Torr. & A. Gray (1 sp.)
      3. Leavenworthia Torr. (8 spp.)
      4. Selenia Nutt. (4 spp.)
      5. Planodes Greene (2 spp.)
      6. Nasturtium Aiton (6 spp.)
      7. Barbarea W. T. Aiton (29 spp.)
      8. Rorippa Scop. (87 spp.)
      9. Bengt-jonsellia Al-Shehbaz (2 spp.)
      10. Andrzeiowskia Rchb. (1 sp.)
      11. Armoracia G. Gaertn., B. Mey. & Scherb. (3 spp.)
      12. Cardamine L. (249 spp.)
      13. Ornithocarpa Rose (2 spp.)

    6. Tribus Crucihimalayeae German & Al-Shehbaz
      1. Ladakiella D. A. German & Al-Shehbaz (1 sp.)
      2. Pulvinatusia J. P. Yue, H. L. Chen, Al-Shehbaz & H. Sun (1 sp.)
      3. Crucihimalaya Al-Shehbaz et al. (13 spp.)

    7. Tribus Descurainieae Al-Shehbaz
      1. Tropidocarpum Hook. (4 spp.)
      2. Hornungia Rchb. (6 spp.)
      3. Robeschia Hochst. ex E. Fourn. (1 sp.)
      4. Ianhedgea Al-Shehbaz & O´Kane (1 sp.)
      5. Descurainia (E. Fourn.) Webb & Berthel. (49 spp.)
      6. Trichotolinum O. E. Schulz (1 sp.)

    8. Tribus Erysimeae Dumort.
      1. Erysimum L. (269 spp.)
      2. Gynophorea Gilli (1 sp.)

    9. Tribus Halimolobeae Al-Shehbaz
      1. Exhalimolobos Al-Shehbaz & C. D. Bailey (9 spp.)
      2. Halimolobos Tausch (10 spp.)
      3. Pennellia Nieuwl. (11 spp.)
      4. Mancoa Wedd. (9 spp.)
      5. Sphaerocardamum Schauer (8 spp.)

    10. Tribus Hemilophieae Al-Shehbaz et al., trib. nov.
      1. Hemilophia Franch. (6 spp.)
      2. Dipoma Franch. (1 sp.)

    11. Tribus Lepidieae DC.
      1. Lepidium L. (273 spp.)
      2. Delpinophytum Speg. (1 sp.)

    12. Tribus Malcolmieae Al-Shehbaz & Warwick
      1. Maresia Pomel (5 spp.)
      2. Eigia Soják (1 sp.)
      3. Malcolmia W. T. Aiton (6 spp.)
      4. Marcus-kochia Al-Shehbaz (4 spp.)

    13. Tribus Microlepidieae Warwick et al.
      1. Microlepidium F. Muell. (2 spp.)
      2. Carinavalva Ising (1 sp.)
      3. Blennodia R. Br. (2 spp.)
      4. Ballantinia Hook. fil. ex E. A. Shaw (1 sp.)
      5. Arabidella (F. Muell.) O. E. Schulz (6 spp.)
      6. Lemphoria O. E. Schulz (4 spp.)
      7. Hutchinsia auct. (1 sp.)
      8. Phlegmatospermum O. E. Schulz (4 spp.)
      9. Menkea Lehm. (6 spp.)
      10. Drabastrum (F. Muell.) O. E. Schulz (1 sp.)
      11. Geococcus J. L. Drumm. ex Harv. (1 sp.)
      12. Scambopus O. E. Schulz (1 sp.)
      13. Harmsiodoxa O. E. Schulz (3 spp.)
      14. Pachymitus O. E. Schulz (1 sp.)
      15. Irenepharsus Hewson (3 spp.)
      16. Pachycladon Hook. fil. (11 spp.)
      17. Stenopetalum W. T. Aiton ex DC. (11 spp.)

    14. Tribus Oreophytoneae Warwick et al.
      1. Murbeckiella Rothm. (6 spp.)
      2. Oreophyton O. E. Schulz (1 sp.)

    15. Tribus Physarieae B. L. Rob.
      1. Physaria (Nutt. ex Torr. & A. Gray) A. Gray (109 spp.)
      2. Paysonia O´Kane & Al-Shehbaz (8 spp.)
      3. Dimorphocarpa Rollins (4 spp.)
      4. Dithyrea Harv. (2 spp.)
      5. Lyrocarpa Hook. & Harv. (3 spp.)
      6. Nerisyrenia Greene (10 spp.)
      7. Synthlipsis A. Gray (2 spp.)

    16. Tribus Smelowskieae Al-Shehbaz
      1. Smelowskia C. A. Mey. (24 spp.)

    17. Tribus Turritideae Buchenau
      1. Turritis L. (2 spp.)

    18. Tribus Yinshanieae Warwick et al.
      1. Yinshania Ma & Y. Z. Zhao (14 spp.)

  4. Supertribus Heliophilodae D.A.German et al., supertrib. nov.
    1. Tribus Anastaticeae DC.
      1. Farsetia Turra (27 spp.)
      2. Lobularia Desv. (4 spp.)
      3. Diceratella Boiss. (9 spp.)
      4. Lachnocapsa Balf. fil. (1 sp.)
      5. Morettia DC. (4 spp.)
      6. Parolinia Webb (7 spp.)
      7. Anastatica L. (1 sp.)
      8. Notoceras W. T. Aiton (1 sp.)
      9. Eremobium Boiss. (1 sp.)
      10. Cithareloma Bunge (2 spp.)

    2. Tribus Asteae Warwick et al.
      1. Asta Klotzsch ex O. E. Schulz (1 sp.)

    3. Tribus Scoliaxoneae Warwick et al.
      1. Scoliaxon Payson (1 sp.)

    4. Tribus Biscutelleae Dumort.
      1. Biscutella L. (44 spp.)
      2. Megadenia Maxim. (1 sp.)
      3. Ricotia L. (10 spp.)
      4. Heldreichia Boiss. (1 sp.)
      5. Lunaria L. (3 spp.)

    5. Tribus Chamireae Sond.
      1. Chamira Thunb. (1 sp.)

    6. Tribus Cremolobeae R. Br.
      1. Aimara Salariato & Al-Shehbaz (1 sp.)

    7. Cremolobus DC. (5 spp.)
      1. Yunkia Salariato & Al-Shehbaz (2 spp.)
      2. Menonvillea W. T. Aiton ex DC. (24 spp.)

    8. Tribus Eudemeae Warwick et al.
      1. Xerodraba Skottsb. (6 spp.)
      2. Onuris Phil. (4 spp.)
      3. Alshehbazia Salariato & Zuloaga (3 spp.)
      4. Aschersoniodoxa Gilg & Muschl. (3 spp.)
      5. Gongylis Theophr. ex Molinari & Sánchez Och. (1 sp.)
      6. Brayopsis Gilg & Muschl. (9 spp.)
      7. Dactylocardamum Al-Shehbaz (2 spp.)
      8. Eudema Humb. & Bonpl. (5 spp.)
      9. Petroravenia Al-Shehbaz (1 sp.)

    9. Tribus Heliophileae DC.
      1. Heliophila Burm. fil. ex L. (95 spp.)

    10. Tribus Hillielleae H.L. Chen et al.
    11. Tribus Iberideae Webb & Berthel.
      1. Iberis L. (29 spp.)
      2. Teesdalia W. T. Aiton (3 spp.)

    12. Tribus Megacarpaeeae Kamelin ex D. A. German
      1. Pugionium Gaertn. (3 spp.)
      2. Megacarpaea DC. (9 spp.)
      3. Tribus Notothlaspideae Warwick et al.
      4. Notothlaspi Hook. fil. (3 spp.)

    13. Tribus Schizopetaleae W. T. Aiton ex Barnéoud
      1. Mathewsia Hook. & Arn. (6 spp.)
      2. Machaerophorus Schltdl. (3 spp.)
      3. Atacama <small>Toro, Mort & Al-Shehbaz (1 sp.)
      4. Schizopetalon Sims (11 spp.)

    14. Tribus Subularieae DC.
      1. Subularia L. (2 spp.)
      2. Idahoa A. Nelson & J. F. Macbr. (1 sp.)

  5. Supertribus Hesperodae D.A.German et al., supertrib. nov.
    1. Tribus Anchonieae DC.
      1. Iskandera N. Busch (1 sp.)
      2. Dvorakia D. A. German (2 spp.)
      3. Matthiola W. T. Aiton (55 spp.)
      4. Eremoblastus Botsch. (1 sp.)
      5. Sterigmostemum M. Bieb. (14 spp.)
      6. Synstemon Botsch. (2 spp.)
      7. Microstigma Trautv. (3 spp.)
      8. Micrantha F. Dvorák (1 sp.)
      9. Veselskya Opiz (1 sp.)

    2. Tribus Buniadeae DC.
      1. Bunias L. (2 spp.)

    3. Tribus Chorisporeae Ledeb.
      1. Litwinowia Woronow (1 sp.)
      2. Parrya R. Br. (46 spp.)
      3. Chorispora R. Br. ex DC. (12 spp.)
      4. Diptychocarpus Trautv. (1 sp.)

    4. Tribus Dontostemoneae
      1. Clausia Trotzky (4 spp.)
      2. Dontostemon Andrz. ex DC. (11 spp.)

    5. Tribus Euclidieae DC.
      1. Spryginia Popov (6 spp.)
      2. Euclidium W. T. Aiton (1 sp.)
      3. Leptaleum DC. (1 sp.)
      4. Dichasianthus Ovcz. & Junussov (1 sp.)
      5. Strigosella Boiss. (24 spp.)
      6. Leiospora (C. A. Mey.) A. N. Vassiljeva (9 spp.)
      7. Christolea Cambess. ex Jacquem. (4 spp.)
      8. Solms-laubachia Muschl. (36 spp.)
      9. Rhammatophyllum O. E. Schulz (8 spp.)
      10. Sisymbriopsis Botsch. & Tzvelev (4 spp.)
      11. Anzhengxia Al-Shehbaz & D. A. German (1 sp.)
      12. Pycnoplinthus O. E. Schulz (1 sp.)
      13. Braya Sternb. & Hoppe (22 spp.)
      14. Metashangrilaia Al-Shehbaz & D. A. German (1 sp.)
      15. Shangrilaia Al-Shehbaz, J. P. Yue & H. Sun (1 sp.)
      16. Pycnoplinthopsis Jafri (1 sp.)
      17. Lepidostemon Hook. fil. & Thomson (6 spp.)
      18. Cymatocarpus O. E. Schulz (3 spp.)
      19. Tetracme Bunge (8 spp.)
      20. Neotorularia Hedge & J. Léonard (13 spp.)
      21. Rudolf-kamelinia Al-Shehbaz & D. A. German (1 sp.)
      22. Ochthodium DC. (1 sp.)
      23. Octoceras Bunge (1 sp.)
      24. Streptoloma Bunge (2 spp.)
      25. Catenulina Soják (1 sp.)
      26. Cryptospora Kar. & Kir. (3 spp.)
      27. Atelanthera Hook. fil. & Thomson (1 sp.)
      28. Lachnoloma Bunge (1 sp.)
      29. Dilophia Thomson (2 spp.)

    6. Tribus Hesperideae Prantl
      1. Hesperis L. (59 spp.)

    7. Tribus Shehbazieae D. A. German
      1. Shehbazia D. A. German (1 sp.)

  6. Subfamilia Aethionemoideae D.A.German et al., subfam. nov.
    1. Tribus Aethionemeae Al-Shehbaz
      1. Aethionema W. T. Aiton (71 spp.)
13. Familia Cleomaceae Bercht. & J. Presl (267 spp.)
  1. Cleomella DC. (23 spp.)
  2. Rorida J. F. Gmel. (12 spp.)
  3. Cleome L. (47 spp.)
  4. Polanisia Raf. (5 spp.)
  5. Areocleome R. L. Barrett & Roalson (1 sp.)
  6. Arivela Raf. (13 spp.)
  7. Kersia Roalson & J. C. Hall (8 spp.)
  8. Dipterygium Decne. (1 sp.)
  9. Corynandra Schrad. ex Spreng. (7 spp.)
  10. Gynandropsis DC. (1 sp.)
  11. Coalisina Raf. (6 spp.)
  12. Gilgella Roalson & J. C. Hall (1 sp.)
  13. Puccionia Chiov. (1 sp.)
  14. Sieruela Raf. (36 spp.)
  15. Stylidocleome Roalson & J. C. Hall (1 sp.)
  16. Thulinella Roalson & J. C. Hall (1 sp.)
  17. Physostemon Mart. (10 spp.)
  18. Haptocarpum Ule (1 sp.)
  19. Dactylaena Schrad. ex Schult. & Schult. fil. (7 spp.)
  20. Pterocleome Iltis ex E. M. McGinty & Roalson (1 sp.)
  21. Iltisiella Soares Neto & Roalson (2 spp.)
  22. Andinocleome Iltis & Cochrane (9 spp.)
  23. Cochranella E. M. McGinty & Roalson (1 sp.)
  24. Podandrogyne Ducke (29 spp.)
  25. Melidiscus Raf. (1 sp.)
  26. Cleoserrata Iltis (5 spp.)
  27. Tarenaya Raf. (37 spp.)
14. Familia Capparaceae Juss. (439 spp.)
  1. Tribus Cappareae DC.
    1. Belencita Karst. (1 sp.)
    2. Steriphoma Spreng. (7 spp.)
    3. Morisonia L. (2 spp.)
    4. Monilicarpa Cornejo & Iltis (2 spp.)
    5. Capparidastrum Hutch. (22 spp.)
    6. Neocapparis Cornejo (2 spp.)
    7. Anisocapparis Cornejo & Iltis (1 sp.)
    8. Capparicordis Iltis & Cornejo (2 spp.)
    9. Acanthocapparis Cornejo (1 sp.)
    10. Sarcotoxicum Cornejo & Iltis (1 sp.)
    11. Beautempsia Gaudich. ex Alleiz. (1 sp.)
    12. Colicodendron Mart. (5 spp.)
    13. Neocalyptrocalyx Hutch. (11 spp.)
    14. Cynophalla J. Presl (17 spp.)
    15. Quadrella J. Presl (22 spp.)
    16. Calanthea Cornejo & Iltis (2 spp.)
    17. Hispaniolanthus Cornejo & Iltis (1 sp.)
    18. Mesocapparis (Eichler) Cornejo & Iltis (1 sp.)
    19. Caphexandra Iltis & Cornejo (1 sp.)
    20. Preslianthus Iltis & Cornejo (3 spp.)
    21. Capparis L. (139 spp.)
    22. Bachmannia Pax (1 sp.)
    23. Ritchiea R. Br. ex G. Don (22 spp.)
    24. Crateva L. (17 spp.)
    25. Euadenia Oliv. (3 spp.)
    26. Cladostemon A. Braun & Vatke (1 sp.)
    27. Dhofaria A. G. Mill. (1 sp.)
    28. Apophyllum F. Muell. (1 sp.)
    29. Atamisquea Miers ex Hook. & Arn. (1 sp.)
    30. Poilanedora Gagnep. (1 sp.)

  2. Tribus Maerueae Baill.
    1. Maerua Forssk. (73 spp.)

  3. Tribus Cadabeae Horan.
    1. Thilachium Lour. (15 spp.)
    2. Boscia Lam. (29 spp.)
    3. Hypselandra Pax & K. Hoffm. (1 sp.)
    4. Buchholzia Engl. (2 spp.)
    5. Cadaba Forssk. (27 spp.)
15. Familia Tovariaceae Pax (2 spp.)
  1. Tovaria Ruiz & Pav. (2 spp.)
16. Familia Pentadiplandraceae Hutch. & Dalziel (1 sp.)
  1. Pentadiplandra Baill. (1 sp.)
17. Familia Gyrostemonaceae A. Juss. (20 spp.)
  1. Codonocarpus A. Cunn. ex Hook. (3 spp.)
  2. Gyrostemon Desf. (13 spp.)
  3. Tersonia Moq. (2 spp.)
  4. Walteranthus Keighery (1 sp.)
  5. Cypselocarpus F. Muell. (1 sp.)
18. Familia Borthwickiaceae J. X. Su, W. Wang, L. B. Zhang & Z. D. Chen (1 sp.)
  1. Borthwickia W. W. Sm. (1 sp.)
19. Familia Resedaceae Martinov (92 spp.)
  1. Tribus Cayluseeae Müll.-Arg.
    1. Caylusea A. St.-Hil. (4 spp.)

  2. Tribus Astrocarpeae Müll.-Arg.
    1. Sesamoides Ortega (5 spp.)

  3. Tribus Resedeae Rchb.
    1. Reseda L. (68 spp.)
    2. Oligomeris Cambess. (3 spp.)
    3. Ochradiscus S. Blanco & C. E. Wetzel (4 spp.)
    4. Randonia Coss. (1 sp.)
    5. Ochradenus Delile (7 spp.)
20. Familia Stixaceae Doweld (26 spp.)
  1. Forchhammeria Liebm. (14 spp.)
  2. Tirania Pierre (1 sp.)
  3. Stixis Lour. (10 spp.)
  4. Neothorelia Gagnep. (1 sp.)